# Kongeå
Kongeå (tysk: Königsau) er en å i Sønderjylland i Jylland. Den har sit udspring sydøst for Vejen og Vamdrup, hvor flere mindre vandløb og kilder føder den. Blandt de største er Vejen Å. Herfra flyder gennem byerne Foldingbro og Gredstedbro inden den i Vadehavet nord for Ribe ved Kongeå Sluse, og derfra ud i Nordsøen. Den er omkring 60 km lang. Den østlige del af åen er blot et lille vanløb, mens den vestlige del kan besejles. Der er dog ingen havne eller større byer ud til Kongeåen, som benytter den til transport, og mindre både benytter Ribe Å længere mod syd for at sejle ind i landet.
Historiske har Kongeå været den administrative grænse imellem nord (Nørrejylland) og syd (Sønderjylland). I middelalderen blev den kaldt Skotborg Å (skot er gammelt dansk ord for skat) eller Skodborg Å efter den kongelige borg Skodborghus, der lå ved et overgangssted syd for Vejen. Fra omkring 1200-tallet og flere århundreder frem var det toldgrænse mellem Kongeriget Danmark og Hertugdømmet Slesvig. Det blev bekræftet med Ribebrevet i 1460. Ved grænsedragningen efter 2. Slesvigske Krig i 1864 blev de kongerigske enklaver mageskiftet med otte slesvigske sogne syd for Kolding, hvorved grænsen til Preussen blev flyttet sydover til Skodborg Å, bortset fra den vestligeste del (Ribe og omegn hørte til Danmark), som man nu gik over til at kalde Kongeåen. Denne grænse fungerede frem til genforeningen i 1920.
Kongeåen bliver nævnt (som "floden Skotborg") i Heimskringla i en beskrivelse af et slag i 1043, hvor kong Magnus den Gode blev besejret ved Lyrskov Hede (Hlyrskog Hede) af en stor slaverhær, der havde invaderet det sydlige Danmark fra det nuværende Mecklenburg-området som hævn for et vikingeangreb på Jomsborg, der på dette tidspunkt var det slaviske kongeriges hovedby på øen Wolin.
I området omkring åen findes adskillige gravhøje, inklusive Skelhøj.
Blandt de fisk der lever i åen er laks, stalling, samt hav- og bækørred. Den er en del af Natura 2000-område nr. 91 Kongeå. Omkring 30 km af åen har har været fredet siden 1980, dette dækker området syd for Vejen til Gredstedbro.
I efteråret 2024 var forundersøgelser fra Den Danske Naturfond til et stort projekt, der skal genslynge en stor del af åen, blev færdige, og forhandlinger med omkring 60 landmænd kunne begynde for at omdanne 780 ha landbrugsjord til natur.
I 1973 åbnede Kongeåmuseet i Vamdrup, som beskæftiger sig med åen som grænseområde.